# Ambroży (Kełembet)
Ambroży, imię świeckie Andrij Kełembet (ur. 1745 lub ok. 1750 w Czernuchach na Połtawszczyźnie, zm. 22 czerwca?/4 lipca 1825 w Mgarskim Monasterze Przemienienia Pańskiego) – rosyjski biskup prawosławny pochodzenia ukraińskiego.

## Życiorys
Był synem prawosławnego diakona. W 1760 podjął naukę w Akademii Mohylańskiej, jednak nie ukończył jej w terminie z powodu wybuchu epidemii w Kijowie. Ostatecznie ukończył studia w 1777. Po studiach został w niej zatrudniony jako wykładowca łaciny. Jeszcze w tym samym roku, idąc za sugestią metropolity kijowskiego Gabriela, złożył wieczyste śluby mnisze i został przyjęty w poczet mnichów Ławry Peczerskiej, gdzie powierzono mu obowiązki zakrystiana. Co najmniej latach 1778–1779 nauczał w Akademii katechizmu, od 1784 do 1785 prowadził zajęcia z zakresu retoryki i języka greckiego. Od 1785 wykładał filozofię. W latach 1791–1793 pełnił w Akademii Mohylańskiej funkcję prefekta, kierując równocześnie Akatowskim Monasterem św. Aleksego w Woroneżu.  
W latach 1793–1796 był rektorem seminarium duchownego w Woroneżu. W 1796 został rektorem analogicznej szkoły w Nowogrodzie, a równocześnie także przełożonym monasteru św. Antoniego Rzymianina w Nowogrodzie. Rok później otrzymał godność archimandryty i został przełożonym monasteru św. Jerzego w tym samym mieście. 
13 listopada 1799 został wyświęcony na biskupa orenburskiego, pierwszego ordynariusza nowo utworzonej eparchii. W eparchii orenburskiej otworzył seminarium duchowne, niższe szkoły duchowne w Orenburgu, Mienzelinsku i Bugulmie oraz monaster Zaśnięcia Matki Bożej w Ufie. 
Siedem lat później został przeniesiony na katedrę tobolską i syberyjską, otrzymał wówczas godność arcybiskupią. Metropolita kijowski Eugeniusz, historyk Cerkwi, opisywał go jako człowieka prostego, ale bardzo dobrego. Jego serdeczność sprawiała, że był bardzo lubiany przez wiernych. Równocześnie prowadził, także jako biskup, ascetyczny tryb życia. 
Eparchią tobolską kierował do 1822, gdy przeniesiono go w stan spoczynku, wyznaczając jako miejsce stałego pobytu najpierw monaster w Abałaku, a następnie Mgarski Monaster Przemienienia Pańskiego w okolicach Łubni. Tam też zmarł trzy lata później i został pochowany w głównej monasterskiej cerkwi Przemienienia Pańskiego.
Odznaczony orderem św. Anny I stopnia.